# Coptophalangium buniger
Coptophalangium buniger is een hooiwagen uit de familie echte hooiwagens (Phalangiidae).